# Агератум
Агератум, горућа љубав (Ageratum houstonianum Mill.) од грчког  - који не стари, непроменљив, јер ахеније немају папус па не лете, остају на цветној ложи. Име врсте је по доктору Хјустону (William Houstoun, 1695–1733) британском хирургу и ботаничару који је агератум донео из Мексика у Европу. По Мексику врста има и најраспрострањенији синоним Ageratum mexicanum hort. Енглески назив flossflower значи кончасти цвет због издужених, језичастих цветова и жигова у главичастој цвасти; у америци се зове bluemink (плава ласица) јер цвасти у маси личе на крзно. Немачки називи су Leberbalsam – балсам за јетру, или Blaukappe – плава капа. Руски долгоцве́тка настао је због дуге фенофазе цветања.

## Опис основне форме
Агератум је једногодишња биљка. Коренов систем је веома разгранат. У кореновом врату образује мноштво површинских коренова. Изданци, листови, лисне и цветне дршке густо су обрасли кратким одстојећим длачицама. Многобројне стабљике разгранате, усправне.
Лист је прост, троугласт или ромбоидан, при основи срцаст, назубљен. Приземни листови наспрамни, са дршкама; вршни скоро седећи и наизменични.
Цветови трубичасти, ситни, хермафродитни, са пет прашника и тучком са два кончаста жига који су знатно дужи од крунице. Цветови су густо збијени у пехарасте цвасти, а оне су сакупљене у сложене штитове. Заједнички омотач цвасти састављен из 2-3 реда црепасто сложених линеарних зашиљених приперака. Пречник пехарастих цвасти 1—1,5 cm, а сложених штитова 10 cm. Круница и жигови исте боје – плави, јоргованплави, бели или, ређе, кармин. Пупољци су понекад другачије обојени од отворених цветова. Цветови миришљави. Цветање од јуна до првих мразева.
Плод — издужено-клинаста српаста ахенија дужине 2 mm, петоделна, са слабо израженим ребрима. На врху црносмеђе, рапаве аненије јако редукован беличасти папус. Семе ексалбуминско. Сетвени материјал су ахеније. У 1 g од 6 до 7 000 зрна. Семе очува клијавост 3—4 године.

## Ареал
Југ Северне и север Јужне Америке; врста натурализована широко на обе хемисфере.

## Услови средине
Као хелиофит добро се развија на сунчаним положајима или у благој сенци; топлољубива је врста. Не подноси негативне температуре. Зоне: 5-10. Земљишта: добро расте на различитим хранљивим земљиштима. Осетљива је на уношење свежег стајњака. Треба је редовно заливати, али не претерано посебно у првим фазама развоја. pH: 5,6-7,8